# ルイーゼ・ファン・オラニエ＝ナッサウ (1770-1819)
ルイーゼ・ファン・オラニエ＝ナッサウ（Louise van Oranje-Nassau, 1770年11月28日 - 1819年10月15日）は、オラニエ公家の公女。ブラウンシュヴァイク公世子カール・ゲオルク・アウグストの夫人。初代オランダ（ネーデルラント）王ウィレム1世の姉。

## 生涯
最後のオランダ総督だったオラニエ公ウィレム5世とその妻のプロイセン王女ヴィルヘルミーネの間の長女として生まれた。全名はフレデリカ・ルイーゼ・ウィルヘルミナ（Frederica Louise Wilhelmina）。家族からは「ルールー（Loulou）」と呼ばれた。母ヴィルヘルミーネは18世紀後半に流行し始めた母親自らによる育児を実践したため、ルイーゼは母に大切にされて育ち、母娘関係は生涯を通じて親密だった。ガヴァネスのヴィクトワール・オラール（Victoire E. Hollard）と古典学教授ヘルマン・トリウスに教育を受け、オランダ語とフランス語、そしてカルヴァン派神学を学んだ。音楽や演劇、執筆活動に関心が強く、作曲家ヨハン・コリッツィに音楽を教わり、素人劇団にも参加した。

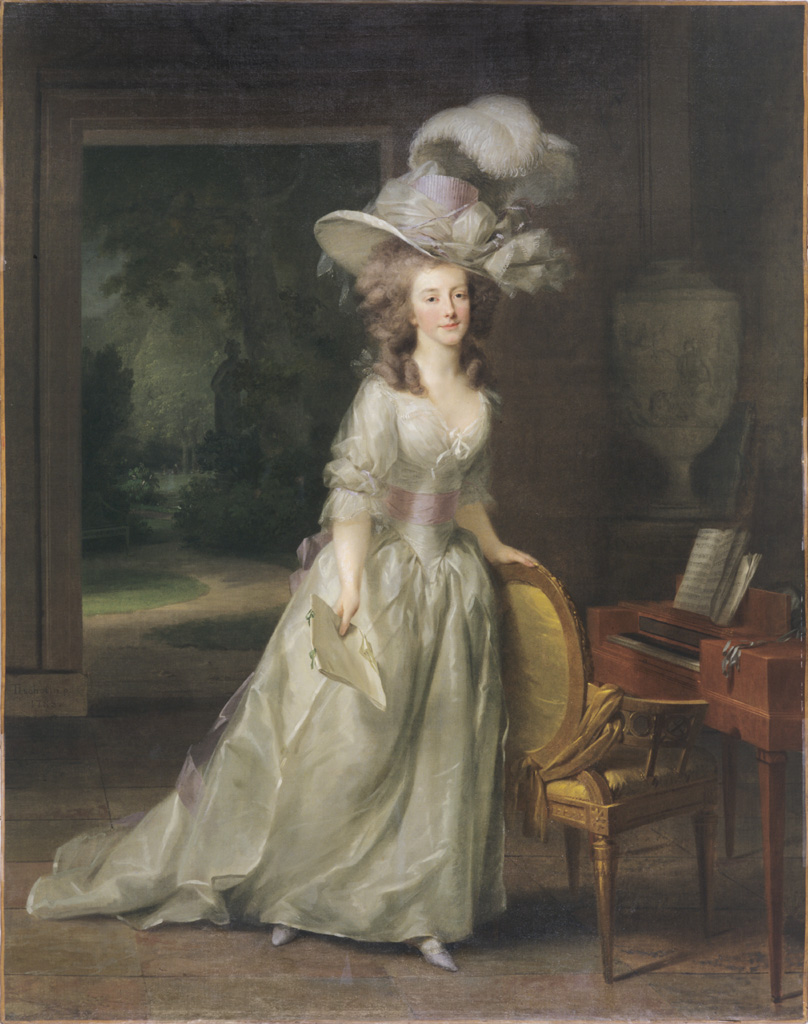
オラニエ公女ルイーゼ（ヨハン・ハインリヒ・アウグスト・ティシュバイン画、1788年）

はじめ従兄のプロイセン王太子フリードリヒ・ヴィルヘルムとの縁談が持ち上がったが、破談となった。1789年、ブラウンシュヴァイク＝ヴォルフェンビュッテル公カール・ヴィルヘルム・フェルディナントがオラニエ家に長男カール・ゲオルク・アウグストとルイーゼとの縁組を打診してきた。ルイーゼの両親は1787年のオランダ愛国派の反乱の際、ブラウンシュヴァイク公の軍隊に救援された恩があり、この縁組を断るのは難しかった。ルイーゼ自身も同年代で同格の身分と信仰を有する男性を他に見つけるのは困難だと悟っており、この結婚に同意せざるを得ないと考えていた。
2人は1790年10月14日にデン・ハーグで結婚式を挙げ、ブラウンシュヴァイク宮廷で暮らした。ルイーゼは田舎宮廷である婚家の習慣になじめず、オランダの洗礼された都会文化を懐かしみ、ホームシックにかかったという。彼女は故郷の母や恩師たちと文通を始めたが、これは当時のブラウンシュヴァイク宮廷の様子を知ることのできる重要な史料となっている。夫のカールは知的障害と視覚障害があり、妻に介助されながら生活し、ルイーゼは妻というより看護人の役目をしていた。1791年、ルイーゼは手紙の中で、夫婦関係に実体がないのは全く悲しむべきことでなく、むしろありがたいことだと書いている。公爵家の嗣子であるカールに子が出来ないことが明らかになると、カールの末弟フリードリヒ・ヴィルヘルムが父公爵の跡取りと見なされるようになった。
1795年、両親がフランス軍によってオランダを追われると、実家からの年金が途絶えたルイーゼは個人的な収入を失い、婚家に生活費を頼らねばならなくなった。
1806年4月に父が亡命先で客死し、母がルイーゼを頼ってブラウンシュヴァイクに移ってきた。9月に夫を亡くし、10月にはイエナ・アウエルシュタットの戦いの敗戦とともにブラウンシュヴァイク公国がフランス軍に占領され、ルイーゼは母と共にスイスに逃亡することになった。母娘の逃避行は資金もなく困難な状況下で続けられた。1807年、母娘はようやく母の実家プロイセン宮廷に保護された。ルイーゼは後にイギリスに避難した亡夫の家族に合流している。
1814年、弟が元首に迎えられたオランダに帰国し、母の所領にほど近いハールレム郊外ゾルグリエット（Zorgvliet）の領主館とハーグの宮廷を行き来して余生を送った。

## 引用
1. 1 2 3 4 5 6 7 8 9 10 11 12 13  DVN, een project van Huygens ING en OGC (UU). Bronvermelding: Charlotte Eymael, Louise van Oranje-Nassau, in: Digitaal Vrouwenlexicon van Nederland. URL: http://resources.huygens.knaw.nl/vrouwenlexicon/lemmata/data/FrederikeLouise [18/08/2016]